# Erster Wiener Donau SC
Der Schwimmverein Erster Wiener Donau Schwimm-Club, kurz Erster Wiener Donau SC oder EW Donau SC, ist ein österreichischer Wassersportverein aus Wien. Der Verein wurde 1903 gegründet. Die Heimstätte des Schwimmklubs ist das Floridsdorfer Bad und das Jörgerbad, die Vereinsfarben sind blau und weiß.

## Geschichte
In Wien gab es schon einige Hallenbäder als der Erste Wiener Donau Schwimm-Club am 8. September 1903 von Baronin Walburga von Isacescu, Maria Biberhofer, Franz Jacob und Franz Duschanek als ein reiner Herrenschwimmclub gegründet wurde, die Damen waren Gäste des Vereins. Baronin Walburga war die erste Frau in Wien, die die Kanalquerung unternahm und war begeisterte Stromschwimmerin. Franz Jacob übernahm die Obmannschaft und übte diese 20 Jahre lang aus. Die Schwimmer des Ersten Wiener Donau Schwimm-Clubs trafen sich bei der Militärschwimmschule Krieau und schwammen im damals noch sauberen Donaustrom. Als Vereinsfarben suchten die Verantwortlichen die Farben weiß-blau-weiß aus.
Knapp neun Jahre später, am 12. Januar 1912 wurde der Verein Mitglied beim Österreichischen Schwimmverband. Der Verein unternahm Stromtouren von Wien nach Bratislava, von Melk nach Wien oder von Stein nach Wien mit seinen Mitgliedern. Für den Verein kam nach dem Ersten Weltkrieg fast das Aus, wenn da nicht Hans Willinger und seine Frau gewesen wäre, die nach dem Krieg wöchentliche Stromtouren und Donauquerungen unternahmen, sportliche Schwimmtraining und Wettkämpfe veranstalteten, eine Wasserballmannschaft gründeten, Leichtathletikübungen in das Schwimmtraining aufnahmen und eine eigene Damensektion vor allem durch Frau Willinger gründeten. Die Mitgliederanzahl stieg auf 100 Personen an und es wurde 1921 ein eigener Badeplatz an der Alten Donau gepachtet, der sechs Jahre später, 1927, ausgebaut wurde. Bis zum Jahr 1933 überwindete der Verein eine weitere Vereinskrise, ehe sportliche Erfolge durch Franz Jacob, Hans Willinger, Josef Demel, Anton Falschlehner, Hammermüller, Ferdinand Klotz, Schmutzer, Roman Uhl, Wieland und Zechl erzielen konnte.
Mit dem Zweiten Weltkrieg ruhte das Vereinsleben und erst mit einigen Heimkehrern unter Roman Uhl und Hans Kraus mit den Helfern Friedl Smekal, Grete Nutschnig und Karl Urban konnte die Auflösung des Vereins verhindert werden. Sie begannen das Clubheim zu renovieren und die einzelnen Sportsektionen wiederzubeleben. Walter und Liselotte Lesek und Kurt Christoph wurden als Vereinsfunktionäre gewählt und die heutigen Strukturen des Schwimm-Club festgelegt. Der Verein nahm an kleineren Wettkämpfen teil und ab 1949 gab es wieder eine Damenmannschaft durch Bergner, Nespor, Christa Pilz und Fanny Smekal.
Ab 1952 hatten die Mitglieder des Ersten Wiener Donau Schwimm-Club auf einer eisernen 25-m-Bahn zu trainieren und der Erfolg stellte sich bald ein: Richard Schmidberger wurde Staatsmeister 1953, der sportliche Aufstieg der Damenmannschaft, aus der Herrenmannschaft formte sich ein Wasserballteam, Christl Filippovits, Hannelore Janele und Christl Wäber nahmen an den Olympischen Sommerspielen 1960 teil und Gerhard Prohaska war Teilnehmer an den Europameisterschaften 1981 in Split, 1983 in Rom und bei den Olympischen Sommerspielen 1984 in Los Angeles.
Die Wasserballmannschaft erlebte ihren Höhepunkt zwischen 1985 und 1990 mit sechs hintereinander österreichischen Staatsmeistertiteln im Freibecken und weitere Titeln bei Schüler-, Jugend-, Juniorenwettbewerben und Hallenmeistertiteln ab 1980 in abwechselnder Folge. Durch den Staatsmeistertitel nahm das Team auch bei Europacupbewerben teil und viele Schwimmer wurden in dieser Zeit in die österreichische Nationalmannschaft berufen.
Ende der 1980er Jahre wurden die Vereinstätigkeiten auf den Masterbereich konzentriert und mehrere Meetings wurden durchgeführt, dabei hatte die ehemalige Staatsmeisterin und mehrfache Welt- und Europameisterin Sylvia Neuhauser eine tragende Rolle.
Mitte 1990er Jahren übernahm Kurt Dittrich als Cheftrainer den Club und bereits 1999 errang die Damenmannschaft den Staatsmeistertitel, im Jahr 2000 qualifizierte sich Petra Zahrl für die Europameisterschaften in Helsinki, für die Olympischen Sommerspiele 2000 in Sydney und für die Kurzbahneuropameisterschaften in Valencia, bei der sie die Bronzemedaille über 200 m Schmetterling holte. In diesem Jahr holte der Verein in der Damenstaffel über 4 × 100 und 4 × 200 m Freistil den Staatsmeistertitel. Im September 2002 wechselte Kurt Dittrich zum SVS Simmering und mit ihm beendete oder wechselten Schwimmer zu anderen Wiener Vereinen.
Unter Markus Oblak als Cheftrainer konzentrierte sich der Verein auf den Nachwuchs und gewann erst wieder bei den Staatsmeisterschaften 2009 einen Staatsmeistertitel. Seit dieser Zeit brachte der Verein Talente wie Andreas Stockinger, Erich Strohmayer, Jakob Hofmann, Klaus Ortner, Nikola Dragovic, Christoph Tintel, Anja und Conni Rott, Kenan Emrovic und Laura Zwickle hervor.
Erfolge:
- 6 × Österreichischer Wasserballstaatsmeister: 1985–1990